# Fráter Lóránd Társaság
A Fráter Lóránd Társaságot 1931-ben alapították, a nevét adó híres nótafa halála után egy évvel.
Első elnöke Molnár Kálmán volt, aki betegsége miatt csak két évig tudta vállalni a tisztséget. Utódja, Sándor Jenő nyolc évig állt a társaság élén, míg 1942-től megszűnéséig Németh Béla volt a társaság első embere. Később újraszerveződött és ma is működik.
A Társaság célja a dalirodalom fejlesztése és nóták terjesztése volt. Pártoló tagja lehetett minden magyar állampolgár, aki szimpatizált ezen célkitűzésekkel. A pártoló tagság legalább három évre szólt. A nótaszerzők egy év múlva jelentkezhettek rendkívüli tagságra, ha megfelelő munkát nyújtottak, bekerülhettek a rendes tagok közé is.
A tagok ingyen látogathatták az egyesület hetente megrendezett műsoros estéit, ahol fő szerepet kaptak a tagok szerzeményei.
A társaság 1933. május 6-15. közt rendezte meg az első nótaolimpiát.
https://web.archive.org/web/20181107235350/http://ersemjenimuzeum.hhrf.org/